# Liber gradualis

Le Liber Gradualis ou Liber gradualis est le livre de chant complet en grégorien que l'abbaye Saint-Pierre de Solesmes sortit pour la première fois. Sa publication fut effectuée en 1883.

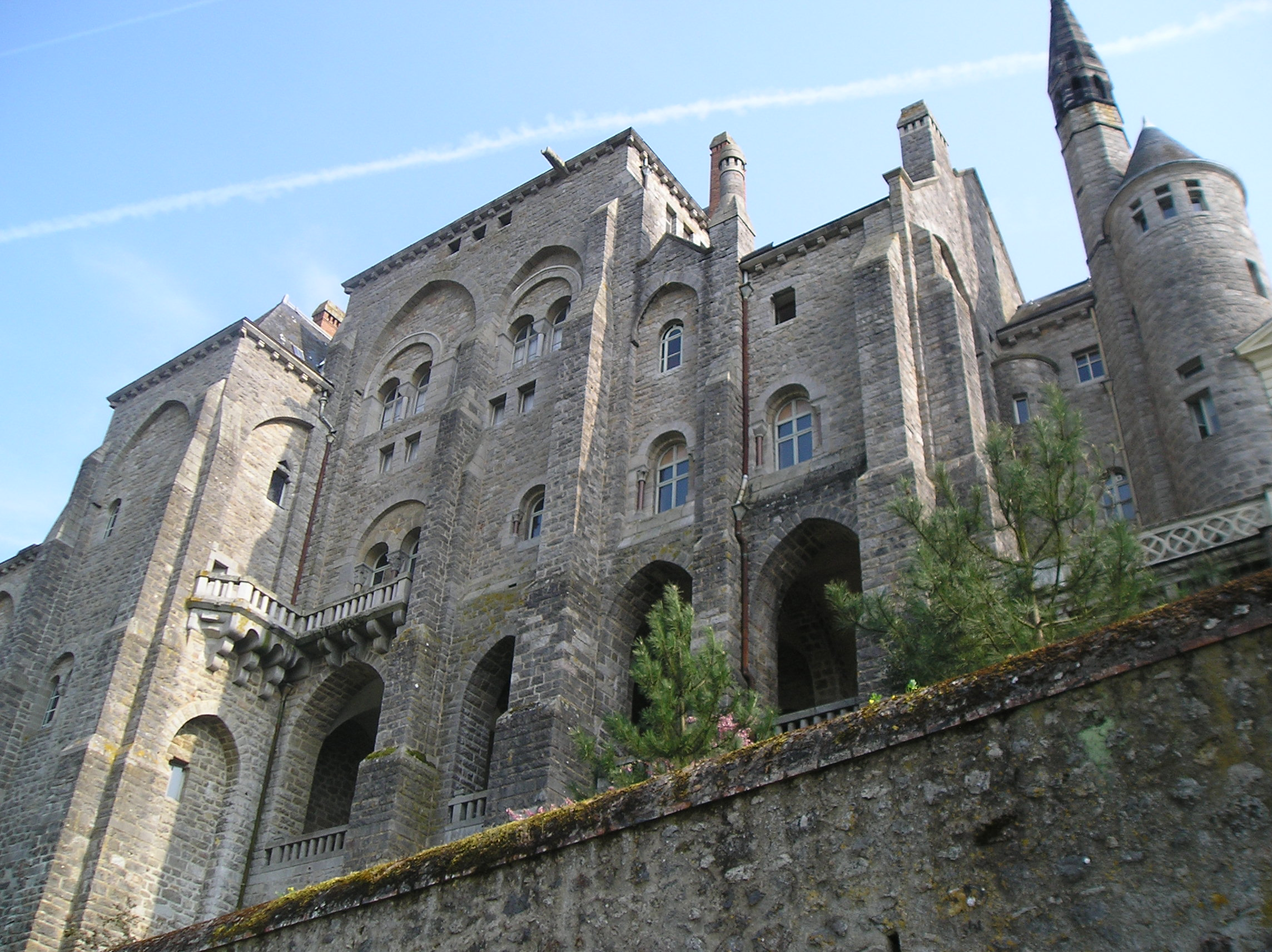
Abbaye Saint-Pierre de Solesmes, rétablie en tant que prieuré en 1833. Si le premier abbé Dom Prosper Guéranger y adopta le rite romain, un livre de chant grégorien qu'il jugeait de bonne qualité n'était pas disponible en France. C'est la raison pour laquelle s'y commença la restauration de ce chant.

## Histoire

### Restauration du chant grégorien
Dès 1859, Dom Paul Jausions et Dom Joseph Pothier étaient chargés de copier des manuscrits anciens par l'abbé Prosper Guéranger de Solesmes. Avant de sortir son livre théorique Mélodies grégorienne en 1880, Dom Pothier envisageait et négociait déjà avec l'Édition Desclée la publication du premier livre de chant complet, depuis 1877.
En faveur de cette publication, le privilège conclu le 1er octobre 1868 par la Congrégation des rites restait un gros obstacle. En effet, s'il ne s'agissait qu'une recommandation pour l'édition de Ratisbonne et donc non livre officiel, aucune édition semblable n'était pas possible durant 30 ans d'après ce privilège. De plus, à cette époque-là, la rédaction de l'Édition médicéenne, version originale, était faussement attribuée à Giovanni Pierluigi da Palestrina.

« Le chant grégorien que l'Église Romaine a toujours conservé, peut donc être considéré, au regard de la tradition, comme le plus conforme à celui que le Souverain Pontife saint Grégoire a introduit dans la Liturgie Sacrée. »

— Bref du 14 août 1871, adressé à l'édition de Ratisbonne et imprimé dans celle-ci

### Congrès d'Arezzo
La restauration du chant grégorien par les moines de Solesmes se présenta nettement lors du congrès européen d'Arezzo, tenu du 11 au 15 septembre 1882. 
Le congrès tint au total 12 séances constituées de lectures et de discussion. La première séance de chaque jour était précédée d'une messe chantée par un de cinq groupes : « Le 13 [septembre], messe en l'honneur de saint Ambroise, chantée d'après l'édition Pustet, dite de Ratisbonne, avec accompagnement de l'harmonium, tenu par M. l'abbé Habert, principal auteur de cette édition. » Le dernier jour se commença avec l'exécution de Solesmes :

« Enfin le 15, messe dite De Beata, en l'honneur de la sainte Vierge. Cette messe était chantée d'après le graduel des Bénédictins de Solesmes, actuellement en préparation. Le chœur était dirigé par dom Pothier, qui préside, avec dom Schmitt, à la reforme inaugurée dans ce graduel. »

— Charles-Emile Ruelle, Le congrès européen d'Arezzo pour l'étude et l'amélioration du chant liturgique, p. 14 (1884)
Les participants apprirent que ces deux versions étaient fortement différentes, quoique tous les deux éditeurs soulignassent leur origine selon la tradition de l'Église, notamment saint Grégoire Ier. Le 12 septembre, Franz Xaviel Haberl précisa que toutes les notes sont égales dans son édition. Le 13, Dom Pothier chanta un introït Ad te levavi d'après un manuscrit ancien. L'abbé Haberl suivit tout de suite avec sa version néo-médicéenne. La différence entre deux était évidente. En rendant hommage à Guy d'Arezzo, le congrès adopta finalement un vœu en faveur de la restauration de Solesmes ainsi qu'un certain nombre d'autres, adressés au Saint-Siège :

« Qu'à l'exécution du plain-chant à notes égales et martelées, on substitue l'exécution rythmique, conformément aux principes exposés par Gui d'Arezzo au chapitre XV de son Micrologus [de disciplina artis musicæ]. »

Par ailleurs, un personnage vraiment important assistait à cette conférence. Il s'agissait du chanoine de Trévise, chancelier de l'évêque et directeur spirituel du grand séminaire, Giuseppe Melchiorre Sarto. Celui-ci souhaitait si profondément l'amélioration de la liturgie de l'Église pour les fidèles que, depuis longtemps, Dom Pothier et le chant grégorien étaient toujours soutenus par ce chanoine.

### DécretRomanorum pontificum sollicitudo
L'année 1883 connut néanmoins un bouleversement. Le 26 avril, le Saint-Siège promulgua le décret Romanorum pontificum sollicitudo désapprouvant les vœux du congrès d'Arrezo. En outre, celui-ci confirmait de nouveau le privilège octroyé à l'édition de Ratisbonne.
Finalement, Dom André Mocquereau créa la série Paléographie musicale en 1889.

### Publication de la première édition
De nos jours, il est effectivement connu que l'édition de Ratisbonne voulait ce décret pour ruiner la publication de Solesmes.
En dépit de la déception des moines, l'abbé de Solesmes Dom Charles Couturier ne perdit jamais son courage. Il analysa en détail ce décret. Certes, le document attribuait à l'édition Pustet la légitimité en tant que chant de l'Église. Toutefois, Dom Couturier y trouva une liberté : malgré sa forte recommandation, le Saint-Siège ne l'imposait pas d'autant plus qu'il accordait pleine liberté en faveur des études théoriques et archéologiques du chant liturgique. D'ailleurs, son ordre ne possédait pas de livre de chant officiel en grégorien. Enfin, le 23 mai, l'évêque de Tournai n'hésita pas à permettre l'impression du livre auprès de l'imprimerie prévue, Desclée.
L'année 1883 se distinguait notamment du cinquantenaire de la restauration de l'établissement de Solesmes, étant donné que Dom Prosper Guéranger y était arrivé en 1833. Le 11 juillet, fête de saint Benoît de Nursie, fondateur de l'ordre bénédictin, le Liber gradualis fut formellement et singulièrement étrenné pour cet ordre. Le titre complet, exceptionnellement long et directement donné par Dom Couturier, indique la situation particulière et délicate (pour le titre original en latin, voir § Publication) :

« Le Liber Gradualis, jadis composé par saint Grégoire le Grand, approuvé ensuite par l'autorité des Souverains Pontifes et considérablement enrichi — avec notes de musique figurées et restituées d'après la tradition des anciens et sur la foi des manuscrits — en usage dans le Congrégation bénédictine de France, édité par ordre de son Président. Tournai, Société de Saint-Jean-l'Évangéliste, Desclée Lefebvre et Cie., 1883 »

L'année suivante, le cardinal Jean-Baptiste-François Pitra emporta un exemplaire de ce graduel et en présenta au pape. Le bref en tant que réponse était favorable. Dans celui-ci daté du 3 mars 1884 Redditum fuit nobis, il est vrai que Léon XIII louait le zèle et l'intelligence des moines à « interpréter et à expliquer les anciens monuments de la musique sacrée dans leur forme exacte et antique », vu que « l'Église Romaine a jugé digne que soit toujours tenu en grand honneur ce genre de mélodies sacrées que recommande le nom de saint Grégoire le Grand. »

### BrefRedditum fuit nobis
« À notre cher fils Joseph Pothier, religieux de l'ordre de Saint-Benoît, au monastère de Solesmes,

Léon XIII, Pape. Cher fils, salut et bénédiction Apostolique.
Notre vénérable frère, Jean-Baptiste [Pitra], Cardinal, Évêque de Frascati nous a remis le livre de chant sacré que vous avez publié. Nous avons reçu avec plaisir et reconnaissance votre hommage, et à cause de mérite de l'ouvrage et aussi pour ce que le très digne Cardinal nous a fait connaître, Nous savons en effet, cher fils, avec quelle intelligence vous vous êtes appliqué à interpréter et à expliquer les antiques monuments de la musique sacrée, et comment vous avez mis tout votre zèle à montrer à ceux qui cultivent cet art la nature même et la forme exacte de ces anciens chants, tels qu'ils ont été autrefois composés, et tels que vos pères les ont avec grand soin conservés. Nous pensons, cher fils, qu'il faut en cela louer non seulement vos efforts à poursuivre une œuvre pleine de difficultés et de labeur, qui vous a demandé plusieurs années d'un travail assidu, mais aussi l'amour dont vous vous êtes montré particulièrement animé envers l'Église Romaine, qui a jugé digne d'être toujours tenu en grand honneur ce genre de mélodies sacrées que recommande le nom de S. Grégoire le Grand.
C'est pourquoi Nous désirons vivement que Nos lettres vous soient un témoignage de Notre recommandation pour les remarquable études que vous avez consacrées à l'histoire, à la discipline, à la beauté du chant sacré. Nous tenons d'autant plus à vous donner ce témoignage que surmontant les adversités de ces jours mauvais vous luttez bravement pour le service et pour l'honneur de la religion et de l'Église. Suppliant donc le Dieu très Clément de fortifier par la puissance de sa grâce votre courage, afin que sa lumière brille chaque jour davantage devant les hommes, nous vous accordons avec amour dans le Seigneur, comme gage des dons célestes et en témoignage de Notre paternelle dilection, à vous, cher fils, et à tous vos frères dans la vie religieuse, la Bénédiction Apostolique.
Donné à Rome, près S. Pierre, le 3 mars 1884, la septième année de Notre Pontificat. »

— Léon XIII, Pape

### Succès et révision
En attendant que leurs livres soient finalement admis par le Saint-Siège, les moines de Solesmes continuèrent à publier des livres de chant : Hymnarius (1885), Office de Noël (1885), Office de la Semaine Sainte (1886), Office des morts (1887), Processionnal (1888), Variæ preces (1888), Liber antiphonarum (1891), Liber responsorialis (1895). En 1889, la série Paléographie musicale fut fondée par Dom André Mocquereau, assistant de Dom Pothier. À mesure que les éditions de Solesmes étaient enrichies, les défenseurs du chant grégorien devinrent nombreux. Surtout, les académies de musique européennes appréciaient leur restauration scientifique et artistique.
En 1895, la première édition fut épuisée. La deuxième édition améliorée (Editio altera) fut imprimée le 2 mai et sortie de l'Imprimerie Saint-Pierre de Solesmes le 12 août.

## Postérité
La publication du Liber gradualis fut définitivement terminée, à la suite de cette version. Car, deux nouvelles éditions parurent en succédant à celui-ci.
D'une part, il s'agissait du Liber usualis publié en 1896 et à la base de celui-ci. Destiné aux paroisses, le Liber usualis contenait un grand nombre de chants supplémentaires issus de l'antiphonaire. En effet, à cette époque-là, elles conservaient la tradition de certains offices, notamment celle des vêpres. Avec plusieurs révisions, sa publication se continua jusqu'à ce que le concile Vatican II l'interrompe, en 1964.  
D'autre part, en bénéficiant du Liber gradualis, le graduel de l'Édition Vaticane fut finalement sorti en 1908, par la rédaction de Dom Joseph Pothier. Certes, en faveur de cette édition, le pape Pie X avait créé en 1904 une commission pontificale composée de dix membres et de dix consulteurs. Celle-ci dont le président était Dom Pothier avait commencé ses travaux avec des manuscrits du Kyriale. À cause de nombreuses variantes de chants particulièrement trouvées dans celui-ci, la commission internationale s'est cependant divisée aussitôt. Les membres étaient trop désunis pour publier ensemble une édition. En conséquence, le pape avait dû charger à Dom Pothier de sortir le graduel sans délai, en renonçant la commission.

## Caractéristique

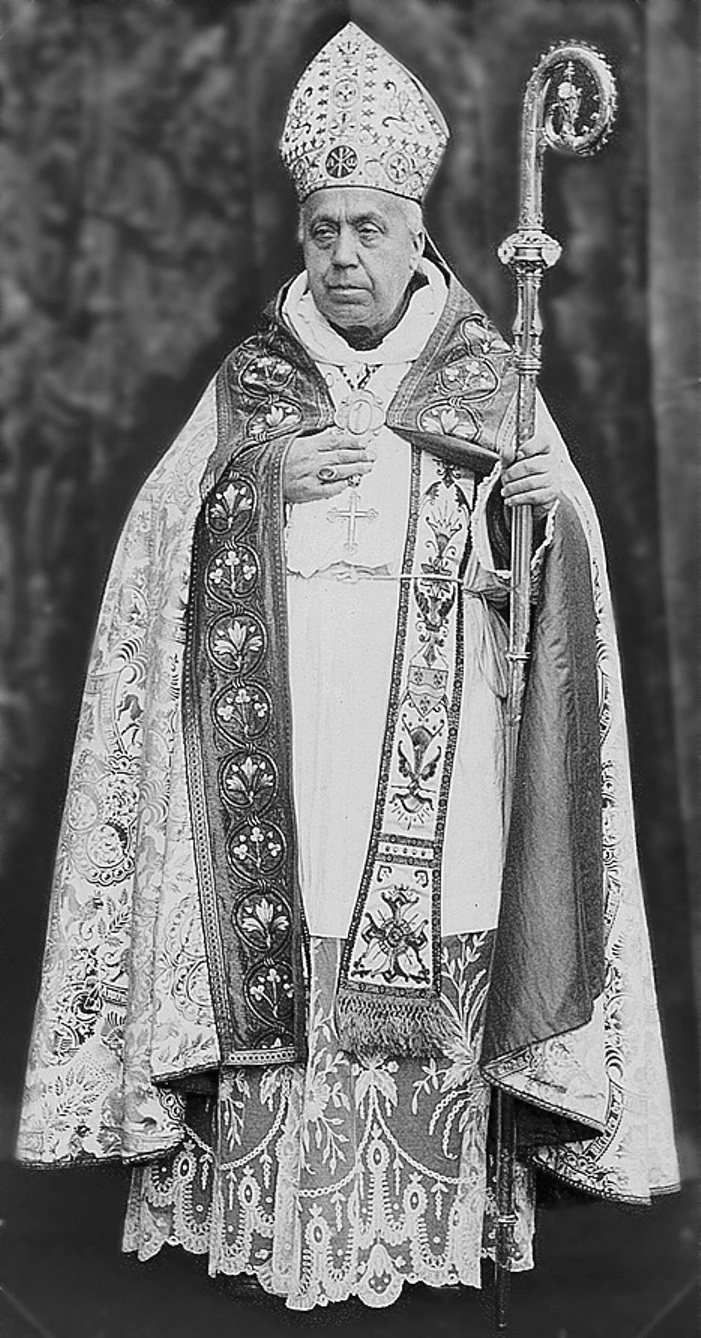
Dom Pothier

Comme il s'agit du premier livre de chant complet sorti par l'abbaye de Solesmes, le détail de rédaction n'est pas connu. Toutefois, il est certain qu'entre 1860 et 1880 environ, Dom Joseph Pothier visita un certain nombre d'archives dans plusieurs pays. Notamment, il alla à la bibliothèque de l'abbaye de Saint-Gall en 1866. Dom Pothier y étudia surtout le cantatorium n° 359, faussement appelé antiphonaire d'après la publication de fac-similés en 1851 par Louis Lambillotte. Même de nos jours, ce cantatorium demeure toujours le meilleur manuscrit du chant grégorien. Une biographie de ce moine indique qu'il passa encore à Laon, Colmar, Épinal, Munster, Bâle, Wiesbaden. Il n'oublia pas de visiter Rome, car, à cette époque-là, le chant grégorien était encore attribué à saint Grégoire Ier. Dès 1876, il fréquentait la Belgique, en discutant avec l'édition Desclée la publication prévue de son livre de théorie Mélodies grégoriennes. Il est probable qu'il profitait de ces séjours en Belgique pour les manuscrits.
Enfin, les documents restants aux abbayes de Solesmes et de Saint-Wandrille suggèrent qu'il ne pouvait profiter vraisemblablement qu'une dizaine de manuscrits complets ainsi que de quelques fragments. Si Dom Pothier réussit sa restauration avec ces ressources limitées, c'était grâce à une immense uniformité du chant grégorien conservée jusqu'à la Renaissance. Il semble que, lors de la publication de la deuxième édition, la rédaction ait été améliorée. 
En admettant qu'aujourd'hui la sémiologie grégorienne ait trouvé un nombre considérable de méprises dans les notations de celui-ci, la qualité du Liber gradualis était assez satisfaisante, même avant la deuxième version. Dom André Mocquereau avait en effet présenté des mélodies grégoriennes de Justus ut palma selon 219 manuscrits européens, dans la série Paléographie musicale tome II et tome III de 1891 à 1892. Au contraire de l'irrégularité de l'édition de Ratisbonne, ces mélodies des manuscrits anciens étaient toujours celles du Liber gradualis.
En 1901, l'abbé Paul Delatte souligna au Saint-Siège la conformité entre la publication du fac-similé et le Liber gradualis :

« Le Premier volume publié [de la Paléographie musicale] fut un Antiphonale Missarum (142 pages in-4°) de la Bibliothèque de cette abbaye de Saint-Gall qui reçut directement de Rome, vers 790, le chant romain. La comparaison entre ce manuscrit & notre Liber Gradualis prouvait que nous avions réimprimé, note par note, groupe par groupe, les vraies mélodies de l'Église Romaine. »

— Mémoire de Dom Delatte à Léon XIII, Solesmes, 1901, p. 7, But de la Paléographie Musicale
Surtout, Dom Pothier savait correctement que « C'est le texte qui impose le rythme au chant » avant que la sémiologie grégorienne n'établisse scientifiquement ce phénomène dans la deuxième moitié du XXe siècle.